# Brachyophidium rhodogaster
Brachyophidium rhodogaster je had z čeledi krátkorepovitých, který žije v jižní Indii v pohoří Západní Ghát, konkrétně v horách Palani ve státě Tamilnádu.
Brachyophidium rhodogaster je nejedovatý had, jeho způsob života a podrobnosti o něm však nejsou příliš známy. Geografické rozšíření také není zcela jasné, kromě zmíněného pohoří nebyl zatím nikde jinde nalezen. Jde o červenohnědého hada, jehož největší exemplář měřil 18 centimetrů, přičemž průměr jeho těla byl pouhých 7 milimetrů. Jeho kořistí jsou různí červi a žížaly. Tento druh je jediný zástupce rodu Brachyophidium.